# Silene barrattei
Silene barrattei är en nejlikväxtart som beskrevs av Svante Samuel Murbeck. Silene barrattei ingår i släktet glimmar, och familjen nejlikväxter. Inga underarter finns listade i Catalogue of Life.